# Jan Mylius

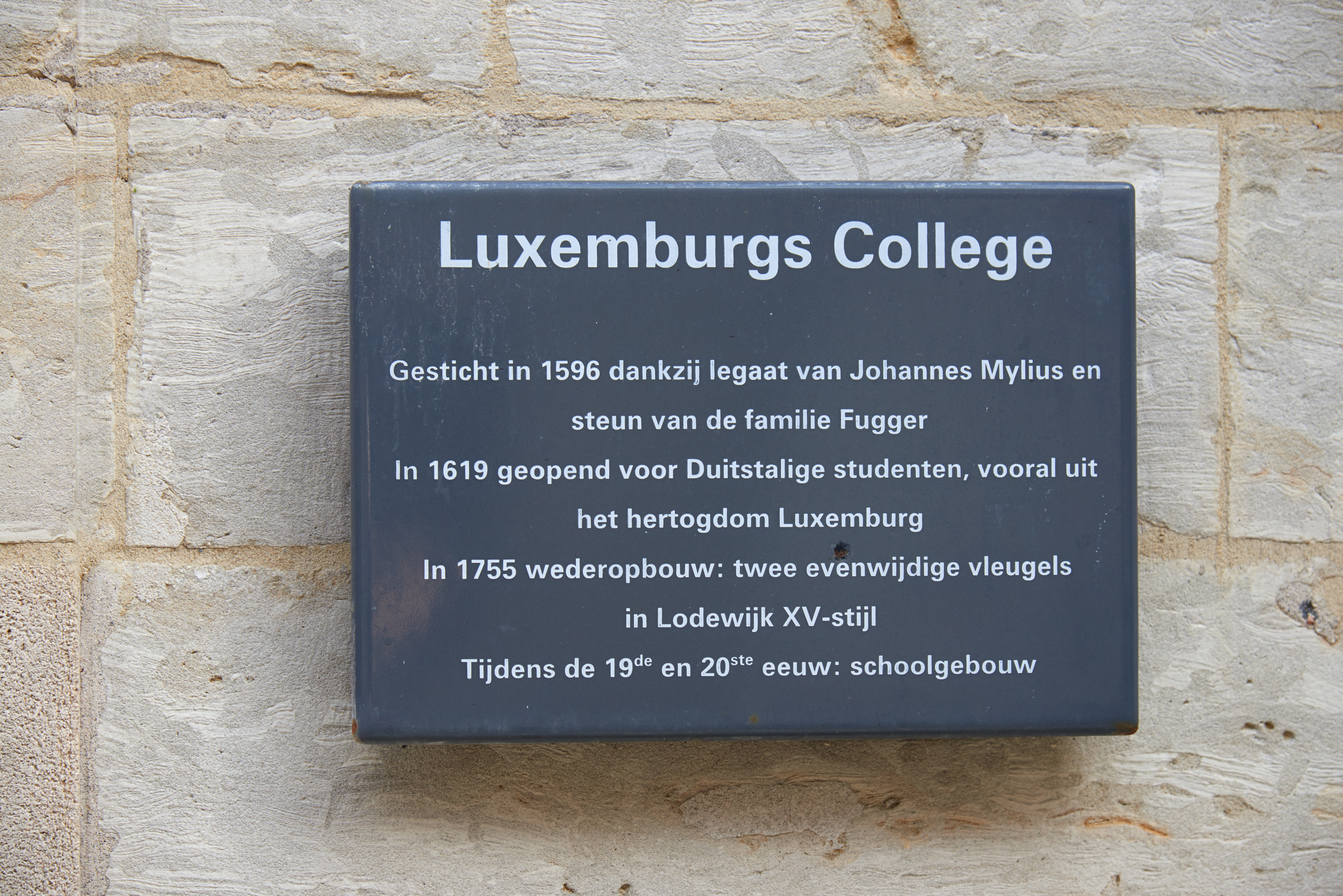
Herdenkingsplaat voor Jan Mylius aan het Luxemburgcollege (Vaartstraat 30-32, Leuven)

Jan Mylius (Dudelange circa 1550 - Madrid 1596) was afkomstig van het hertogdom Luxemburg, in de Spaanse Nederlanden. Hij was doctor in de beide rechten, kerkelijk recht en burgerlijk recht. 
Hij was meerdere jaren leraar van de kinderen van de hertog van Alva, in de Spaanse Nederlanden. Aangezien Duits zijn moedertaal was, wierf koning Filips II van Spanje deze jurist aan aan het hof in Madrid. Mylius vertaalde er alle brieven die in het Duits waren geschreven naar het Spaans.
Mylius stierf in 1596. In zijn testament bepaalde hij dat minder begoede studenten uit Luxemburg een college moesten krijgen, gefinancierd door zijn fortuin. Hij liet de keuze aan de testamentaire uitvoerders voor Trier, Luxemburg-stad of Leuven. Zijn testament werd uitgevoerd door Georges en Jean Függer, twee telgen van het geslacht Függer die baron van Kirchberg waren. Zij kozen voor Leuven. Zo ontstond in de 17e eeuw het Luxemburgcollege, speciaal ter ondersteuning van alle Duitstalige studenten uit Luxemburg aan de Universiteit Leuven.